# Ricard Guinart Miquel
Ricard Guinart Miquel (Reus, 31 de maig de 1864 - Barcelona, 17 d'abril de 1930) va ser un pianista i compositor català.
El seu pare, Josep Guinart, era sabater, i va veure que Ricard tenia gran afició i facilitat per la música. Va anar a classes de violí i de solfeig a Reus, amb el mestre local Gabriel Palmé, que l'ajudà a ingressar, el 1879, amb 11 anys, a l'Escolania de Montserrat. A Montserrat va aprendre a tocar el violí i el piano, i va estudiar composició i instrumentació, i també l'orgue. Va tenir de professor Joan Baptista Guzmán. Era molt apreciat pels seus companys i per l'abat Miquel Muntadas, però un germà seu va morir el 1885 i els seus pares el van anar a buscar i el van portar a Reus. A la seva ciutat va deixar el violí i es va dedicar al piano. Tocava en diverses entitats, com l'Associació Catalanista el 1888, i amenitzava vetllades als cafès de Reus, com el Cafè del Gitano, el Cafè d'Espanya o el Cafè París. El 1899 va obrir una escola de música i va compondre algunes sarsueles. El 1900 va dirigir orquestres al Teatre Fortuny, i el 1903 va compondre una missa. El 1906 va formar un grup d'orquestra simfònica que va actuar al Teatre Fortuny i el 1908 era director de les corals de diverses associacions, com ara el Foment Nacionalista Republicà. El 1911 va formar un quintet que amenitzava els entreactes del Saló Kursaal, grup que va mantenir uns quants anys. El 1913 va organitzar una orquestra de concerts que actuava al Teatre Fortuny, i on hi van participar un temps el violinista Antoni Brossa i el pianista Pau Josep Bartulí, que havien estat deixebles seus. Va ser professor de l'Acadèmia de Música del Centre de Lectura durant anys, i va fundar el 1921, amb el doctor Pere Barrufet, l'Associació de Concerts, una entitat que buscava portar a Reus orquestres de tot el món.